# Tata Open 2004 - Qualificazioni singolare
Le qualificazioni del singolare  del Tata Open 2004 sono state un torneo di tennis preliminare per accedere alla fase finale della manifestazione. I vincitori dell'ultimo turno sono entrati di diritto nel tabellone principale. In caso di ritiro di uno o più giocatori aventi diritto a questi sono subentrati i lucky loser, ossia i giocatori che hanno perso nell'ultimo turno ma che avevano una classifica più alta rispetto agli altri partecipanti che avevano comunque perso nel turno finale.
Le qualificazioni del torneo Tata Open 2004 prevedevano 32 partecipanti di cui 4 sono entrati nel tabellone principale.

## Teste di serie
1. Martín Vassallo Argüello (primo turno)
2. Jan Vacek (Qualificato)
3. Jeff Salzenstein (secondo turno)
4. Danai Udomchoke (Qualificato)

1. Julian Knowle (Qualificato)
2. Noam Okun (Qualificato)
3. Daniel Köllerer (primo turno)
4. Željko Krajan (ultimo turno)

## Qualificati
1. Noam Okun
2. Jan Vacek

1. Julian Knowle
2. Danai Udomchoke

## Tabellone

### Legenda
| - Q = Qualificato - WC = Wild card - LL = Lucky loser | - ALT = Alternate - SE = Special Exempt - PR = Protected Ranking | - w/o = Walkover - r = Ritirato - d = Squalificato |

### Sezione 1
|  | Primo turno           | Primo turno              | Primo turno              | Primo turno | Primo turno |  |  | Secondo turno      | Secondo turno      | Secondo turno      | Secondo turno | Secondo turno |   |   | Ultimo turno | Ultimo turno | Ultimo turno | Ultimo turno | Ultimo turno |  |
|  |                       |                          |                          |             |             |  |  |                    |                    |                    |               |               |   |   |              |              |              |              |              |  |
|  |                       | Petr Luxa                | Petr Luxa                | 6           | 6           |  |  |                    |                    |                    |               |               |   |   |              |              |              |              |              |  |
|  | 1                     | Martín Vassallo Argüello | Martín Vassallo Argüello | 4           | 1           |  |  | Petr Luxa          | Petr Luxa          | Petr Luxa          | 6             | 6             |   |   |              |              |              |              |              |  |
|  | Juan-Ignacio Cerda    | Juan-Ignacio Cerda       | 6                        | 1           | 6           |  |  | Juan-Ignacio Cerda | Juan-Ignacio Cerda | Juan-Ignacio Cerda | 3             | 2             |   |   |              |              |              |              |              |  |
|  | Jaco Mathew           | Jaco Mathew              | 4                        | 6           | 3           |  |  |                    |                    |                    |               |               |   |   |              | Petr Luxa    | 6            | 63           | 2            |  |
|  | Zbynek Mlynarik       | Zbynek Mlynarik          | Zbynek Mlynarik          | 6           | 6           |  |  |                    |                    | 6                  | Noam Okun     | 4             | 7 | 6 |              |              |              |              |              |  |
|  | Jeevan Nedunchezhiyan | Jeevan Nedunchezhiyan    | Jeevan Nedunchezhiyan    | 3           | 2           |  |  |                    | Zbynek Mlynarik    | Zbynek Mlynarik    | 1             | 63            |   |   |              |              |              |              |              |  |
|  | 6                     | Noam Okun                | Noam Okun                | 6           | 6           |  |  | 6                  | Noam Okun          | Noam Okun          | 6             | 7             |   |   |              |              |              |              |              |  |
|  |                       | Vijay Kannan             | Vijay Kannan             | 2           | 0           |  |  |                    |                    |                    |               |               |   |   |              |              |              |              |              |  |

### Sezione 2
|  | Primo turno       | Primo turno         | Primo turno         | Primo turno | Primo turno |  |  | Secondo turno | Secondo turno     | Secondo turno    | Secondo turno | Secondo turno |   |   | Ultimo turno | Ultimo turno | Ultimo turno | Ultimo turno | Ultimo turno |  |
|  |                   |                     |                     |             |             |  |  |               |                   |                  |               |               |   |   |              |              |              |              |              |  |
|  | 2                 | Jan Vacek           | Jan Vacek           | 6           | 6           |  |  |               |                   |                  |               |               |   |   |              |              |              |              |              |  |
|  |                   | Sunil-Kumar Sipaeya | Sunil-Kumar Sipaeya | 4           | 4           |  |  | 2             | Jan Vacek         | 4                | 6             | 6             |   |   |              |              |              |              |              |  |
|  | Vasilīs Mazarakīs | Vasilīs Mazarakīs   | Vasilīs Mazarakīs   | 6           | 6           |  |  |               | Vasilīs Mazarakīs | 6                | 2             | 1             |   |   |              |              |              |              |              |  |
|  | Kamala Kannan     | Kamala Kannan       | Kamala Kannan       | 4           | 3           |  |  |               |                   |                  |               |               |   |   | 2            | Jan Vacek    | Jan Vacek    | 6            | 6            |  |
|  | Michael Kohlmann  | Michael Kohlmann    | 63                  | 7           | 6           |  |  |               |                   | 8                | Željko Krajan | Željko Krajan | 2 | 4 |              |              |              |              |              |  |
|  | Karsten Braasch   | Karsten Braasch     | 7                   | 65          | 4           |  |  |               | Michael Kohlmann  | Michael Kohlmann | 3             | 2             |   |   |              |              |              |              |              |  |
|  | 8                 | Željko Krajan       | Željko Krajan       | 6           | 6           |  |  | 8             | Željko Krajan     | Željko Krajan    | 6             | 6             |   |   |              |              |              |              |              |  |
|  |                   | Manoj Mahadevan     | Manoj Mahadevan     | 2           | 4           |  |  |               |                   |                  |               |               |   |   |              |              |              |              |              |  |

### Sezione 3
|  | Primo turno         | Primo turno         | Primo turno         | Primo turno | Primo turno |  |  | Secondo turno | Secondo turno    | Secondo turno  | Secondo turno | Secondo turno |   |   | Ultimo turno | Ultimo turno | Ultimo turno | Ultimo turno | Ultimo turno |  |
|  |                     |                     |                     |             |             |  |  |               |                  |                |               |               |   |   |              |              |              |              |              |  |
|  | 3                   | Jeff Salzenstein    | 6                   | 4           | 6           |  |  |               |                  |                |               |               |   |   |              |              |              |              |              |  |
|  |                     | Vadim Kucenko       | 3                   | 6           | 4           |  |  | 3             | Jeff Salzenstein | 6              | 4             | 64            |   |   |              |              |              |              |              |  |
|  | Vishal Punna        | Vishal Punna        | 6                   | 4           | 6           |  |  |               | Vishal Punna     | 4              | 6             | 7             |   |   |              |              |              |              |              |  |
|  | Ajay Ramaswami      | Ajay Ramaswami      | 4                   | 6           | 1           |  |  |               |                  |                |               |               |   |   |              | Vishal Punna | Vishal Punna | 2            | 3            |  |
|  | Mustafa Ghouse      | Mustafa Ghouse      | Mustafa Ghouse      | 6           | 6           |  |  |               |                  | 5              | Julian Knowle | Julian Knowle | 6 | 6 |              |              |              |              |              |  |
|  | Parantap Chaturvedi | Parantap Chaturvedi | Parantap Chaturvedi | 2           | 4           |  |  |               | Mustafa Ghouse   | Mustafa Ghouse | 0             | 2             |   |   |              |              |              |              |              |  |
|  | 5                   | Julian Knowle       | Julian Knowle       | 6           | 6           |  |  | 5             | Julian Knowle    | Julian Knowle  | 6             | 6             |   |   |              |              |              |              |              |  |
|  |                     | Ajai Selvaraj       | Ajai Selvaraj       | 2           | 2           |  |  |               |                  |                |               |               |   |   |              |              |              |              |              |  |

### Sezione 4
|  | Primo turno      | Primo turno               | Primo turno               | Primo turno | Primo turno |  |  | Secondo turno    | Secondo turno    | Secondo turno    | Secondo turno    | Secondo turno    |   |   | Ultimo turno | Ultimo turno    | Ultimo turno    | Ultimo turno | Ultimo turno |  |
|  |                  |                           |                           |             |             |  |  |                  |                  |                  |                  |                  |   |   |              |                 |                 |              |              |  |
|  | 4                | Danai Udomchoke           | Danai Udomchoke           | 6           | 6           |  |  |                  |                  |                  |                  |                  |   |   |              |                 |                 |              |              |  |
|  |                  | N. Vijay Sundar Prashanth | N. Vijay Sundar Prashanth | 0           | 0           |  |  | 4                | Danai Udomchoke  | Danai Udomchoke  | 7                | 6                |   |   |              |                 |                 |              |              |  |
|  | Somdev Devvarman | Somdev Devvarman          | 4                         | 7           | 7           |  |  |                  | Somdev Devvarman | Somdev Devvarman | 64               | 1                |   |   |              |                 |                 |              |              |  |
|  | Jonathan Erlich  | Jonathan Erlich           | 6                         | 5           | 5           |  |  |                  |                  |                  |                  |                  |   |   | 4            | Danai Udomchoke | Danai Udomchoke | 6            | 6            |  |
|  | Jacob Adaktusson | Jacob Adaktusson          | Jacob Adaktusson          | 7           | 6           |  |  |                  |                  |                  | Jacob Adaktusson | Jacob Adaktusson | 4 | 3 |              |                 |                 |              |              |  |
|  | Paul Logtens     | Paul Logtens              | Paul Logtens              | 62          | 2           |  |  | Jacob Adaktusson | Jacob Adaktusson | Jacob Adaktusson | 7                | 7                |   |   |              |                 |                 |              |              |  |
|  |                  | Andy Ram                  | Andy Ram                  | 6           | 6           |  |  | Andy Ram         | Andy Ram         | Andy Ram         | 64               | 5                |   |   |              |                 |                 |              |              |  |
|  | 7                | Daniel Köllerer           | Daniel Köllerer           | 1           | 2           |  |  |                  |                  |                  |                  |                  |   |   |              |                 |                 |              |              |  |